# Cor Gorter
Cornelis Jacobus (Cor) Gorter (Utrecht, 14 augustus 1907 – Leiden, 30 maart 1980) was een Nederlands experimenteel en theoretisch natuurkundige. Hij ontdekte onder meer de paramagnetische relaxatie en was een pionier in de natuurkunde van lage temperaturen.

## Opleiding en loopbaan
Hij ging naar school in Den Haag en studeerde natuurkunde in Leiden. In 1932 promoveerde hij op het proefschrift Paramagnetische Eigenschaften von Salzen bij Wander de Haas. Hij werkte bij Teylers Stichting in Haarlem (1931-1936) en als lector aan de Universiteit Groningen (1936-1940), voor hij Pieter Zeeman opvolgde als gewoon hoogleraar aan de Universiteit van Amsterdam. In 1946 keerde hij terug naar Leiden om W.H. Keesom op te volgen en na 1948 ook De Haas. In 1946 werd hij benoemd tot lid van de Koninklijke Nederlandse Akademie van Wetenschappen. Tot zijn pensionering in 1973 bleef hij directeur van het Kamerlingh Onnes Laboratorium. Cor Gorter overleed in Leiden in 1980.

## Werk
In 1936 ontdekte hij de paramagnetische relaxatie en miste hij de ontdekking van de kernspinresonantie, zoals Van der Waals beschreef.
Met Hendrik Casimir bedacht hij een model met twee vloeistoffen ter verklaring van supergeleiding met thermodynamica en Maxwelltheorie. Casimir beschreef hun samenwerking in een van zijn boeken. Het "Gorter-model" voor een tweede-orde faseovergang stamt uit dezelfde tijd, evenals de verklaring van het Senftleben-Beenakker effect (verandering van de viscositeit en warmtegeleiding van paramagnetisch gas in een magnetisch veld).
Na de oorlog werkte hij onder meer aan vloeibaar helium II en bedacht hij de theorie van wat nu bekendstaat als Coulombblokkade, de toename van de elektrische weerstand in metalen films bij lage temperaturen.

## Prijzen
- Fritz London Award 1966 voor zijn uiteenlopende bijdragen aan de natuurkunde van lage temperaturen. Zijn aanvaardingsrede bespreekt de ontdekkingen die hij misliep.[3]

## Publicaties
- vele wetenschappelijke artikelen
- boek Paramagnetische relaxatie, Leiden, november 1946
- Progress in Low Temperature Physics, zes delen onder zijn eindredactie